# Боен клуб (филм)
„Боен клуб“ (на английски: Fight Club) е американски пълнометражен игрален филм от 1999 г. на режисьора Дейвид Финчър, базиран на едноименния роман на Чък Паланюк, излязъл на печат три години по-рано. Главните роли изпълняват Едуард Нортън, Брад Пит и Хелена Бонам Картър.
Нортън играе ролята на безименен разказвач – безличен обикновен човек, недоволен от живота си в постиндустриалното потребителско общество „чиновник“. Заедно с Тайлър Дърдън, търговец на сапун (в ролята Брад Пит), той създава нелегална организация, „Боен клуб“. В идеята на филма е залегнал будисткият постулат: „Само губейки всичко можем да постигнем истинска свобода“.
Отначало филмът е приет крайно нееднозначно от публиката и критиката, събирайки на американския пазар само 37 млн. долара при вложени 63 милиона в продукцията на филма. След 10 години влиятелният вестник „Ню Йорк Таймс“ публикува статията на Денис Лим, в която „Боен клуб“ е наречен „по всяка вероятност определящ култов филм на нашето време“. Той е в класацията на „250-те най-добри филма според IMDb“, влиза в списъка на „50-те филма, които непременно трябва да се гледат“ и много други подобни класации. Филмът предизвиква през 1990-те години един от най-големите обществени резонанси в света на киното.

## Сюжет
Внимание:  Текстът по-долу разкрива сюжета на произведението (или части от него)!
Млад, но отегчен от живота работник в американска компания, е измъчван от безсъние шест месеца. По съвет на лекар той започва да посещава анонимни сбирки на хора с различни проблеми, въпреки че не е нито зависим, нито сериозно болен. В една от сбирките се запознава с Робърт „Боб“ Полсън – шампион по културизъм, загубил тестисите си, в резултат на което са му пораснали големи гърди. За кратко време проблемът му е разрешен, но безсънието се появява отново, когато в живота на мъжа се появява Марла Сингър. Жената, също отегчена от живота си, посещава безразборно сбирките. Двамата поделят срещите помежду си, така че да не се засичат никога повече.
По време на множеството си командировки невзрачният работник се запознава на самолетен полет с Тайлър Дърдън – мистериозен производител и търговец на сапун с анархистки възгледи, който му дава визитката си. Безименният се връща от летището и намира луксозно обзаведения си апартамент изгорен до основи и търси помощта на Дърдан. Той се съгласява да го приюти при едно условие: да се сбият помежду си, пред един ресторант. Тайнственият мъж живее в полусрутена сграда, намираща се в индустриална зона. Постепенно между двамата се повява силна близост, като междувременно продължават да се бият всяка събота вечер пред ресторанта. Скоро в безсмислените боеве се включват други млади мъже и за кратко време сбирките им прерастват в нелегални турнири наречени „Боен клуб“, където участниците се нараняват помежду си, за да получат пречистване на душата посредством болката.
След два месеца Марла се свързва с безименния мъж, който набързо я отрязва. Тайлър обаче приема повика ѝ и между двамата започва бурна сексуална връзка, която дразни съквартиранта му. Разказвачът научава, че вероятно някой е изгорил апартамента му. Тайлър изритва Марла и тя се лепва за дръпнатия съквартирант, който става все по-груб и откровен с хората.
Една вечер той се натъква на Боб, който също членува в „Боен клуб“. В следващата среща на клуба Тайлър измисля „домашно“ на членовете: да се сбият със случаен човек и да загубят. Задачата е последвана от дребни вандалски прояви, дело на хората на Тайлър. Фигурата на Дърдън постепенно се издига в култ към личността от неговите последователи. Обаятелният водач започва да приемат членовете на клуба вкъщи, като първоначално ги унижават, а после ги обучават във вид армия, която прераства в терористичната организация наречена „Проект хаос“. Разказвачът не одобрява проекта и иска отговор от Тайлър, докато пътуват с кола. Дърдън избира да катастрофират, признавайки преди това, че е запалил дома на безименния мъж.
След катастрофата Тайлър изчезва безследно. Боб загива злощастно при изпълнението на поредната вандалщина. Невзрачният мъж тръгва да търси Дърдън из всички големи американски градове и постепенно разбира, че той и Тайлър Дърдън са едно и също лице. Докато първото му аз е в несвят, Тайлър заповядва на организацията да взриви сградите на кредитните компании. Мъжът се опитва да спаси Марла и да предаде себе си на полицията. Последователите на Дърдън обаче са прекалено много. Безименният мъж се добира до една от уречените сгради. Обезврежда бомбата, заложена в подземния паркинг, после се бори с въображаемия си приятел. Успява да го „унищожи“, като прострелва себе си. Марла е доведена от хората на Тайлър. Тя и безименният персонаж наблюдават, хванати ръка за ръка, как останалите сгради се взривяват.

## Актьорски състав
- Едуард Нортън – Разказвач/Корнилиъс
- Брад Пит – Тайлър Дърдън
- Хелена Бонам Картър – Марла Сингър
- Мийт Лоуф – Робърт „Боб“ Полсън
- Джаред Лето – Ангелско лице
- Зак Грене – Ричард Чеслър
- Ричард Аркет – Стажант
- Дейвид Ендрюс – Томас
- Джорд Магири – Лидер на група
- Южени Бондюрант – Плачеща жена
- Кристин Кабот – Лидер на група
- Сидни „Биг Доуг“ Колстън – Говорител
- Рейчъл Сингър – Клоуи
- Кристи Кронънует – Служител на летище
- Тим Дезарн – Инспектор Бърд
- Езра Бъзингътн – Инспектор Дент

## В България
В България филмът е разпространен първоначално по кината от Дъга Филм Ентъртеймънт през 1999 г.
През 2000 г. е издаден за първи път на видеокасета от Мейстар с български субтитри.
През 2004 г. е излъчен за първи път по Канал 1 на БНТ с български дублаж за телевизията, в които участват Симеон Владов и Христо Чешмеджиев.
През 2012 г. се излъчва по каналите на NOVA Broadcasting Group с втори български дублаж на Диема Вижън, чийто име не се споменава. В него участват Нина Гавазова, Силви Стоицов, Николай Николов. Режисьор на дублажа е Димитър Кръстев.